# Garfield (Arkansas)
Garfield – miasto w Stanach Zjednoczonych, w stanie Arkansas, w hrabstwie Benton.